# Polota
La Polota (in russo  Полота́?), o Palata (in bielorusso Палата́?), è un fiume della Russia europea e della Bielorussia, affluente di destra della Dvina occidentale. Scorre nel Nevel'skij rajon dell'oblast' di Pskov e nel distretto di Polack della regione di Vicebsk.

## Descrizione
Ha origine dal lago Kolpino (nell'oblast' di Pskov) sull'altopiano di Haradok e attraversa il lago Nekloč'. Dopo 3 km entra in Bielorussia dove scorre nella pianura di Polack e attraversa il lago Izmak. Sfocia nella Dvina occidentale all'interno della città di Polack (regione di Vitebsk). La lunghezza del fiume è di 93 km (di cui 86 in territorio bielorusso), l'area del bacino è di 651 km² in territorio russo e di 470 km² in Bielorussia. La portata media annua dell'acqua alla foce è di 4,8 m³/s. Il canale è molto tortuoso, largo da 5 a 10 m, al di sotto della confluenza del tributario Ljutaja in alcuni punti arriva a 30 m. Il livello massimo di piena si osserva all'inizio di aprile. Gela nella prima decade di dicembre, la deriva del ghiaccio primaverile avviene all'inizio di aprile e dura solitamente 4 giorni.